# Mariya Koryttseva
Mariya Koryttseva (Kiev, 25 de Maio de 1985) é uma tenista profissional ucraniana, seu melhor ranking de N. 50 em simples e de N. 39 em duplas pela WTA.

## WTA finais

### Simples 2 (0-2)
| Legenda                             |
| ----------------------------------- |
| Grand Slam (0–0)                    |
| WTA Tour (0–0)                      |
| Premier Mandatory & Premier 5 (0–0) |
| Premier (0–0)                       |
| International (0–2)                 |

| Posição | N. | Data                   | Torneio         | Piso        | Oponente        | Placar   |
| ------- | -- | ---------------------- | --------------- | ----------- | --------------- | -------- |
| Vice    | 1. | 23 de Setembro de 2007 | Kolkata, Índia  | Carpete (i) | Maria Kirilenko | 0-6, 2-6 |
| Vice    | 2. | 13 Julho 2008          | Palermo, Itália | Saibro      | Sara Errani     | 2-6, 3-6 |

### Duplas 10 (6-4)
| Legenda                             |
| ----------------------------------- |
| Grand Slam (0–0)                    |
| WTA Tour (0–0)                      |
| Premier Mandatory & Premier 5 (0–0) |
| Premier (0–0)                       |
| International (6–4)                 |

| Posição | N. | Data                    | Torneio                     | Piso   | Parceira         | Oponente                                           | Placar           |
| ------- | -- | ----------------------- | --------------------------- | ------ | ---------------- | -------------------------------------------------- | ---------------- |
| Campeã  | 1. | 24 Julho 2005           | Palermo, Itália             | Saibro | Giulia Casoni    | Klaudia Jans-Ignacik Alicja Rosolska               | 4–6, 6–3, 7–5    |
| Campeã  | 2. | 22 Julho 2007           | Palermo, Itália             | Saibro | Darya Kustova    | Alice Canepa Karin Knapp                           | 6–4, 6–1         |
| Vice    | 1. | 12 de Outubro de 2007   | Kolkata, Índia              | Duro   | Alberta Brianti  | Alla Kudryavtseva Vania King                       | 6–1, 6–4         |
| Campeã  | 3. | 6 Janeiro 2008          | Auckland, Nova Zelândia     | Duro   | Lilia Osterloh   | Martina Müller Barbora Záhlavová-Strýcová          | 6–3, 6–4         |
| Vice    | 2. | 17 de Fevereiro de 2008 | Vina del Mar, Chile         | Saibro | Julia Schruff    | Alicja Rosolska Līga Dekmeijere                    | 7–5, 6–3         |
| Campeã  | 4. | 21 de Setembro de 2008  | Guangzhou, China            | Duro   | Tatiana Poutchek | Sun Tiantian Yan Zi                                | 6–3, 4–6, 10–8   |
| Vice    | 3. | 20 de Outubro de 2008   | Luxembourg City, Luxemburgo | Duro   | Vera Dushevina   | Sorana Cîrstea Marina Erakovic                     | 2–6, 6–3, [10–8] |
| Vice    | 4. | 13 Julho 2009           | Palermo, Itália             | Saibro | Darya Kustova    | Nuria Llagostera Vives María José Martínez Sánchez | 6–1, 6–2         |
| Campeã  | 5. | 27 de Fevereiro de 2011 | Acapulco, México            | Duro   | Raluca Olaru     | Lourdes Domínguez Lino Arantxa Parra Santonja      | 5-7, 7-5, [10-6] |
| Campeã  | 6. | 24 Julho 2011           | Baku, Azerbaijão            | Duro   | Tatiana Poutchek | Monica Niculescu Galina Voskoboeva                 | 6-3, 2-6, [10-8] |